# Departamento de Seguridad Pública de Texas
Departamento de Seguridad Pública de Texas (idioma inglés: Texas Department of Public Safety, TXDPS) es una agencia de seguridad pública del Texas en los Estados Unidos. La agencia tiene su sede en 5805 North Lamar Boulevard en Austin.
El departamento distribuye licencias de conducir, opera las policías del estado, y protege el estado.